# SIC HD
A SIC HD é um canal em alta definição da SIC.
Iniciou a sua emissão com o jogo Benfica vs Everton, a 22 de Outubro de 2009 em exclusivo no MEO.
Transmitiu alguns jogos da Liga Europa, todos em 2009, mas desde então este canal não voltou a emitir.
Esta foi uma experiência 'teste' da SIC, que ao contrário da sua concorrente, a RTP1 HD emite desde o verão de 2012.
A 7 de abril de 2016, a SIC transmitiu o jogo entre SC Braga e Shaktar Donetsk em Full HD. A transmissão foi feita através de todos os operadores de televisão no mercado apenas para clientes com IPTV, ocupando a posição 303 na grelha da NOS, a posição 193 no MEO, a posição 19 no serviço de televisão da Vodafone e a posição 203 na grelha da Cabovisão . Os Globos de Ouro também foram transmitidos, pela primeira vez, em Full HD a 15 de maio de 2016.
A 6 de outubro de 2016, quando a SIC completou 24 anos de emissão, a versão em HD foi inaugurada de forma definitiva, bem como a dos canais temáticos.

## Programas
- Liga Europa da UEFA
- Globos de Ouro